# Kaplica zdrojowa Najświętszej Maryi Panny w Lądku-Zdroju
Kaplica zdrojowa Najświętszej Maryi Panny w Lądku-Zdroju – rzymskokatolicka kaplica zdrojowa pw. Narodzenia Najświętszej Maryi Panny, wybudowana w 1679, znajdująca się w Lądku-Zdroju.
Wczesnobarokowa budowla o nietypowej bryle, cechująca się proporcjonalnością i lekkością, pełni obecnie funkcję kościoła pomocniczego parafii Narodzenia Najświętszej Maryi Panny w Lądku-Zdroju jako kaplica zdrojowa. W 1999 r. kaplica podniesiona została do rangi Sanktuarium Uzdrowienia Chorych.

## Historia
Kaplica została zbudowana w roku 1679 z inicjatywy Johanna Sigmunda Hoffmanna von Leuchensterna - właściciela dóbr w uzdrowisku. Według zamysłu fundatora miała być kościołem parafialnym, ale biskup praski nie wyraził na to zgody. Stała się kaplicą grzebalną rodziny Hoffmannów oraz lokalnym ośrodkiem pielgrzymkowym związanym z kultem maryjnym. W następnym roku kaplicę poświęcił dziekan M. Podchorski. W 1690 poszerzona o dwie nawy boczne. W późniejszych czasach kaplica była przebudowywana. W drugiej połowie XVIII w. prezbiterium nakryto sklepieniem żaglastym. W 1795 umieszczono na wieży zegar fundacji ministra von Hoyma. W 1801 dobudowano w przyziemiu kruchtę, a na piętrze organy z prospektem organowym. W drugiej połowie XIX w. nadbudowano zakrystię. W latach 1908–1941 renowację wystroju wnętrza i polichromię wykonał lądecki malarz Leo Richter. W latach 1990. dach kaplicy pokryto blachą cynkową. W 1997 przeprowadzono odwodnienie kaplicy, a rok później remont i konserwację. 18 października 1999 decyzją papieża Jana Pawła II kaplica została podniesiona do rangi Sanktuarium Uzdrowienia Chorych.

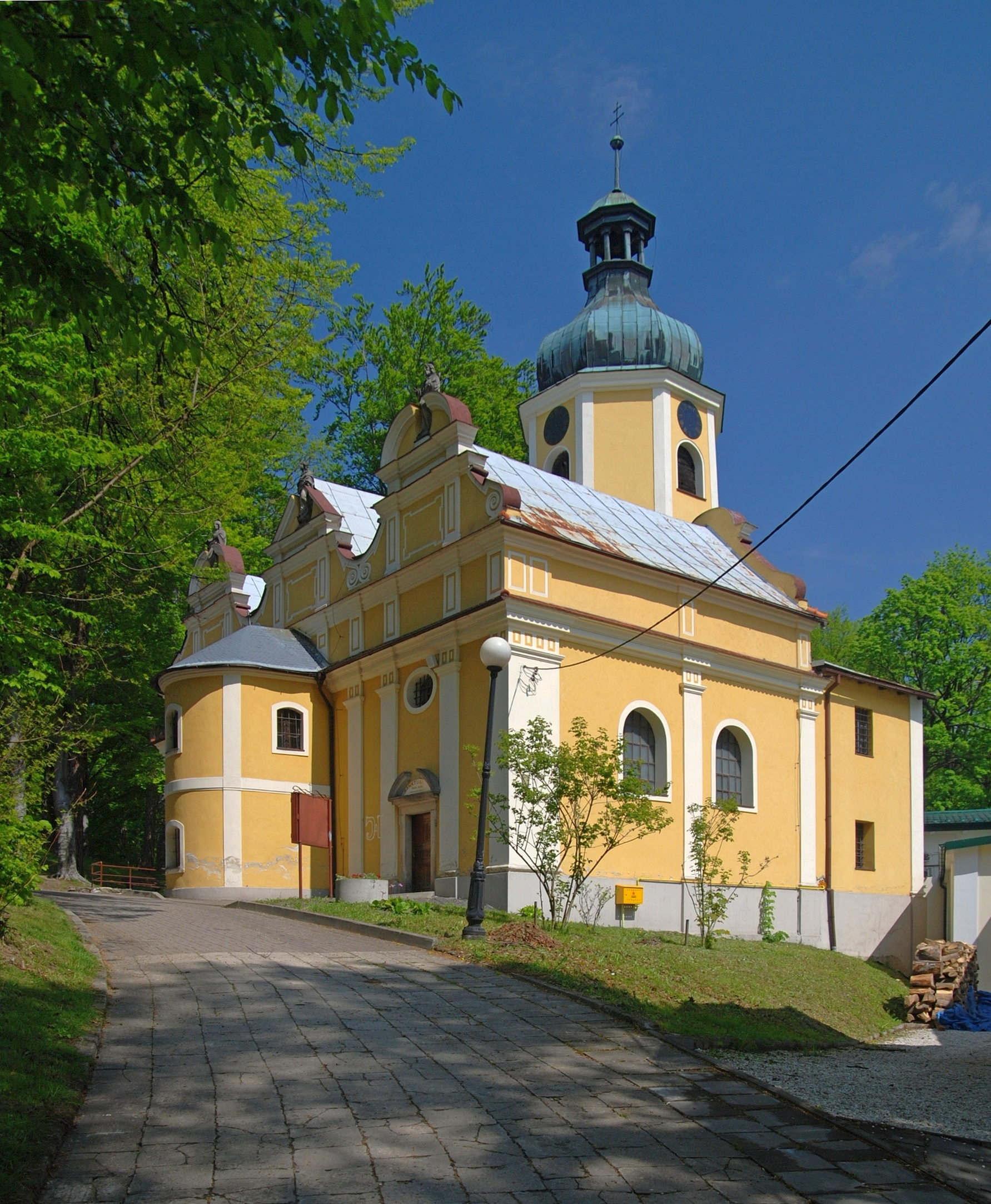
Elewacja południowa
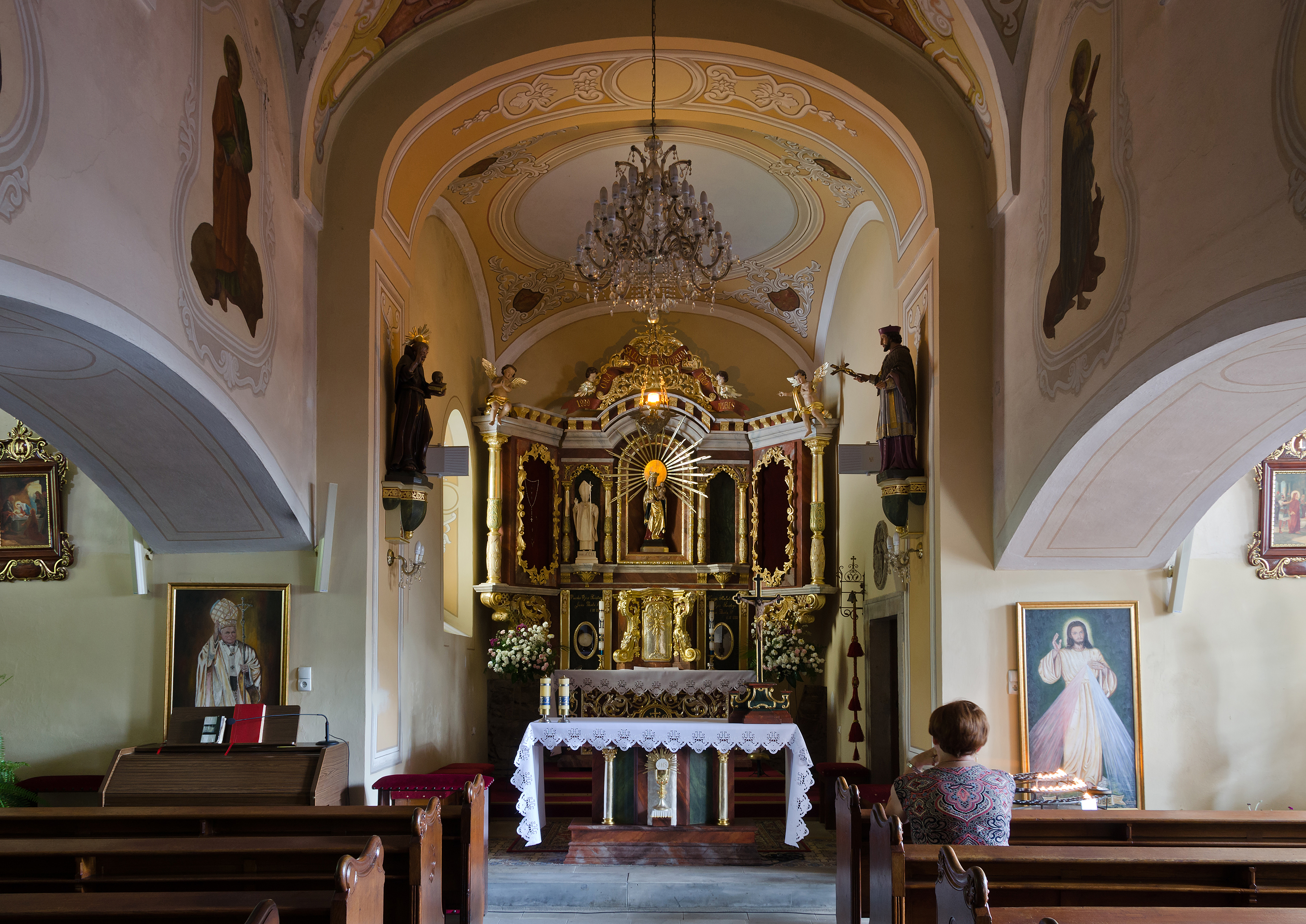
Wnętrze: widok na prezbiterium
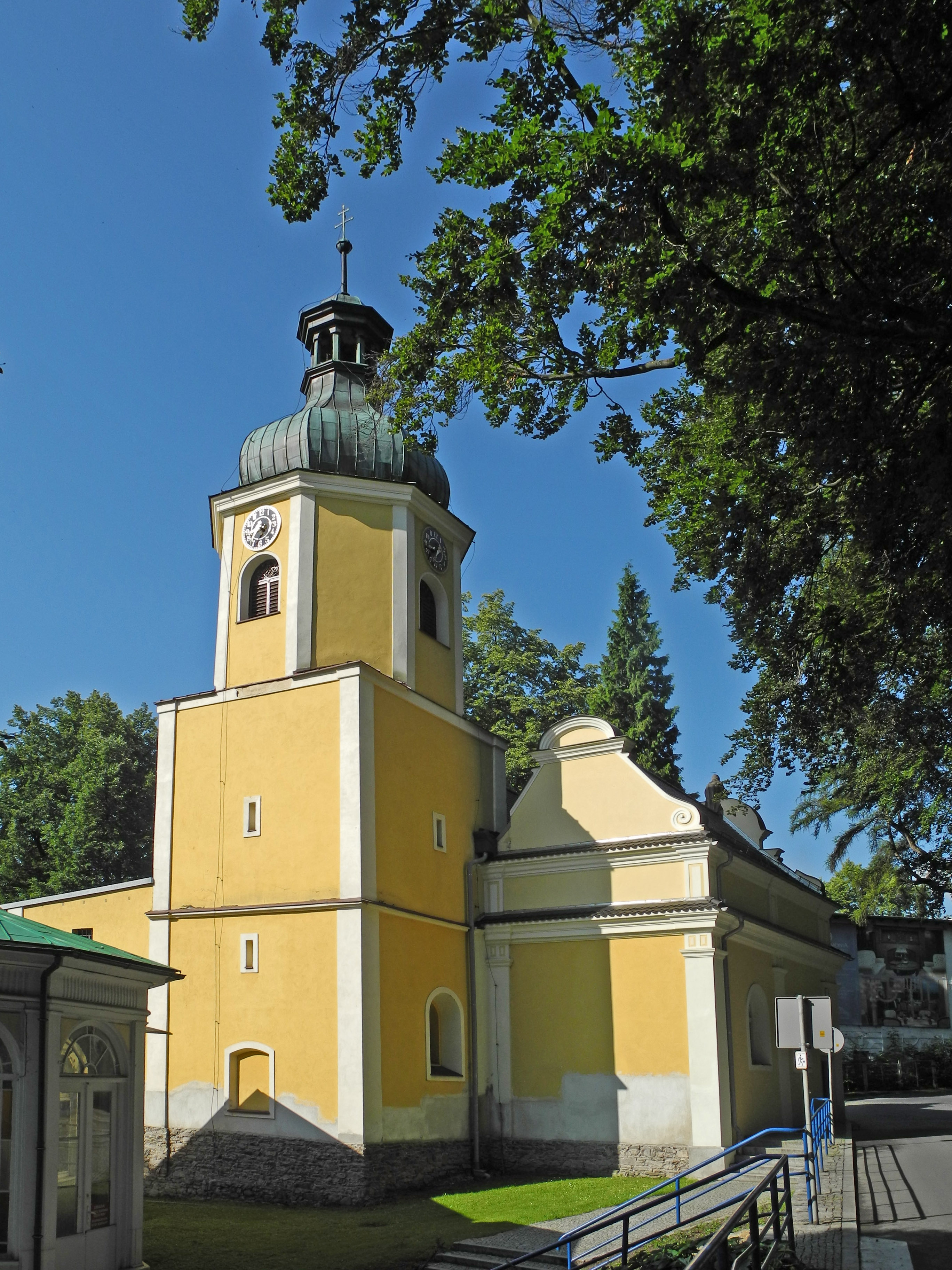
Elewacja tylna

## Architektura i wyposażenie
Kaplica zlokalizowana na terenie uzdrowiska znajduje się na północno-zachodnim skraju parku zdrojowego. Jest to budowla orientowana, wymurowana z cegły i kamienia, otynkowana. Założona na planie prostokąta z podziałem na trzy podobne nawy rozdzielone ścianami z arkadami. Do nawy środkowej przylega kwadratowe prezbiterium, a do niego prostokątna zakrystia.  Nad prezbiterium nadbudowana wieża, której górną, ośmioboczną kondygnację wieńczy jednoprześwitowy hełm. Przy wejściu kruchta zamknięta półkoliście. W fasadzie późnobarokowe kamienne figury Immaculaty, św. Anny i św. Józefa, wykonane na początku XIX w..
Wewnątrz w prezbiterium sklepienie żaglaste pokryte polichromią w stylu historyzmu, w nawach sklepienia kolebkowe z lunetami. Na ścianach środkowej nawy malowidła przedstawiające czterech Ewangelistów. Wyposażenie: ołtarz główny z barokową, drewnianą figurą Matki Boskiej z Dzieciątkiem z 1674, nad ołtarzami bocznymi obrazy św. Anny i św. Józefa wykonane przez Aloisa Schmidta w 1926 r. Nad wyjściem do zakrystii kamienny kartusz z herbem fundatora świątyni. W nawie w szklanych gablotach dwa dary od Jana Pawła II papieska piuska i kopia krzyża malabarskiego z Grobu Pańskiego, ofiarowane w 2002.  

## Otoczenie
Przed kaplicą stoi figura Matki Boskiej ufundowana około 1887 r. przez Antoniego Krzyżanowskiego, budowniczego i fabrykanta poznańskiego, częstego gościa w Lądku.

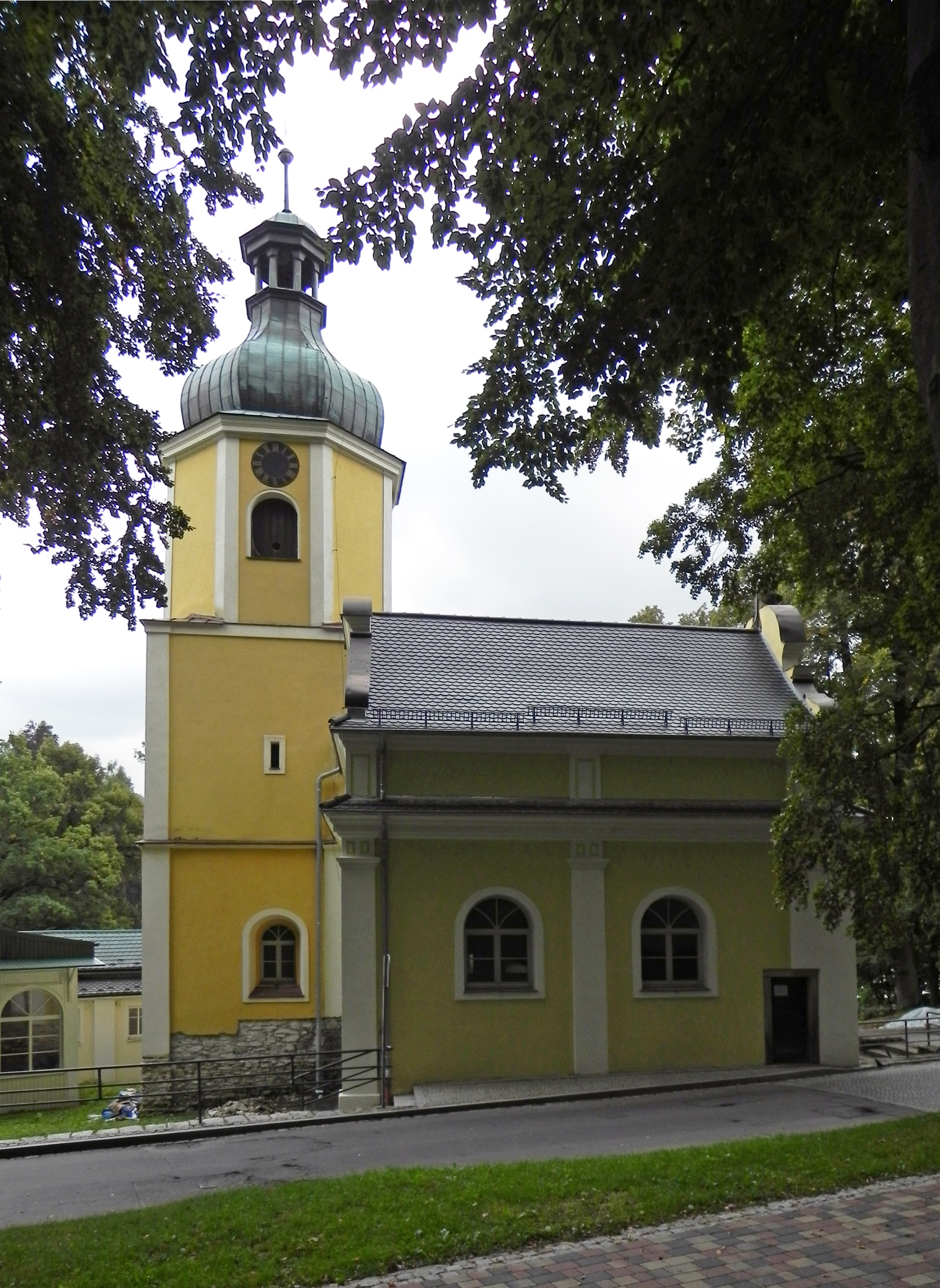
Elewacja północna
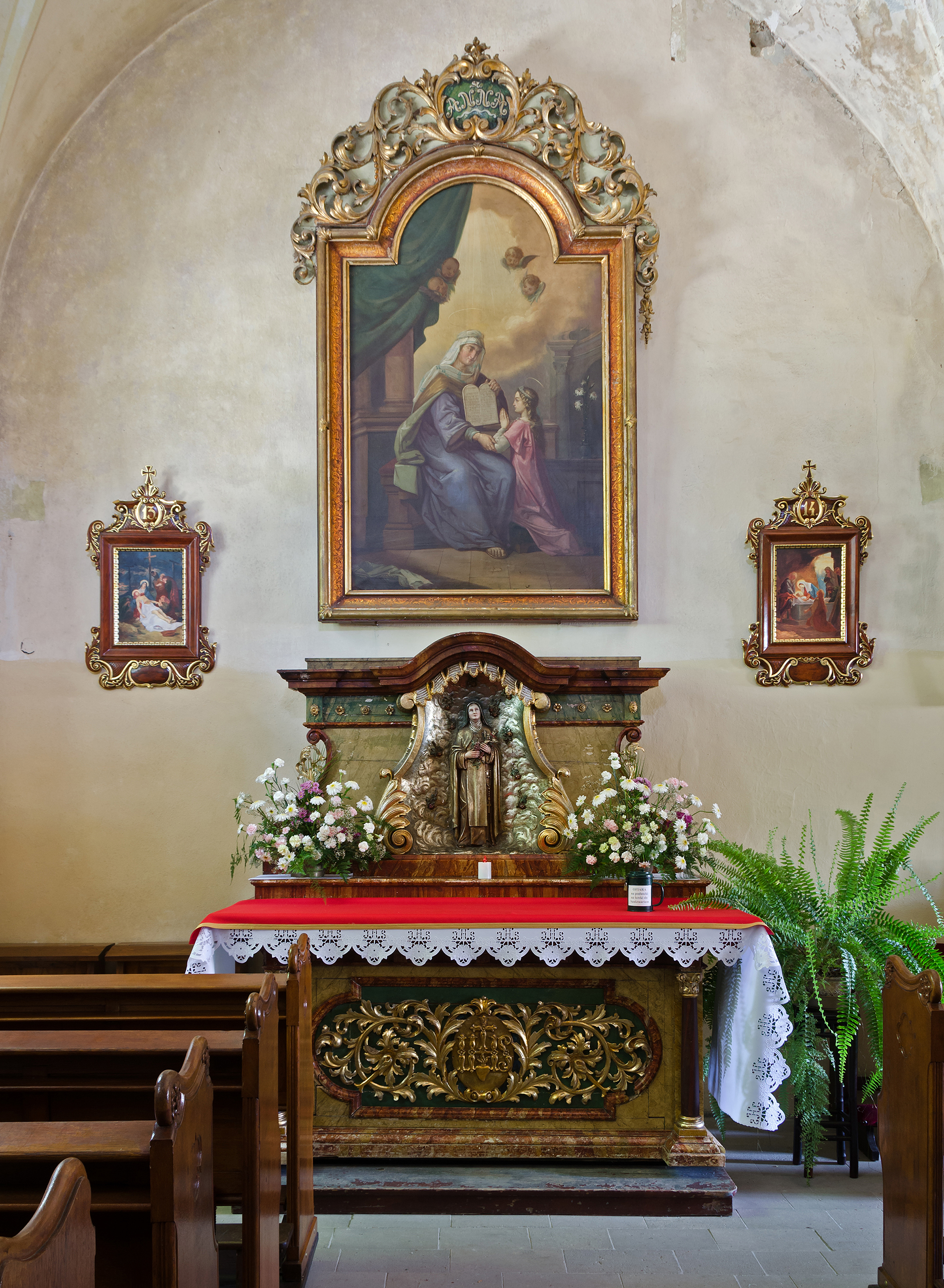
Ołtarz boczny św. Anny
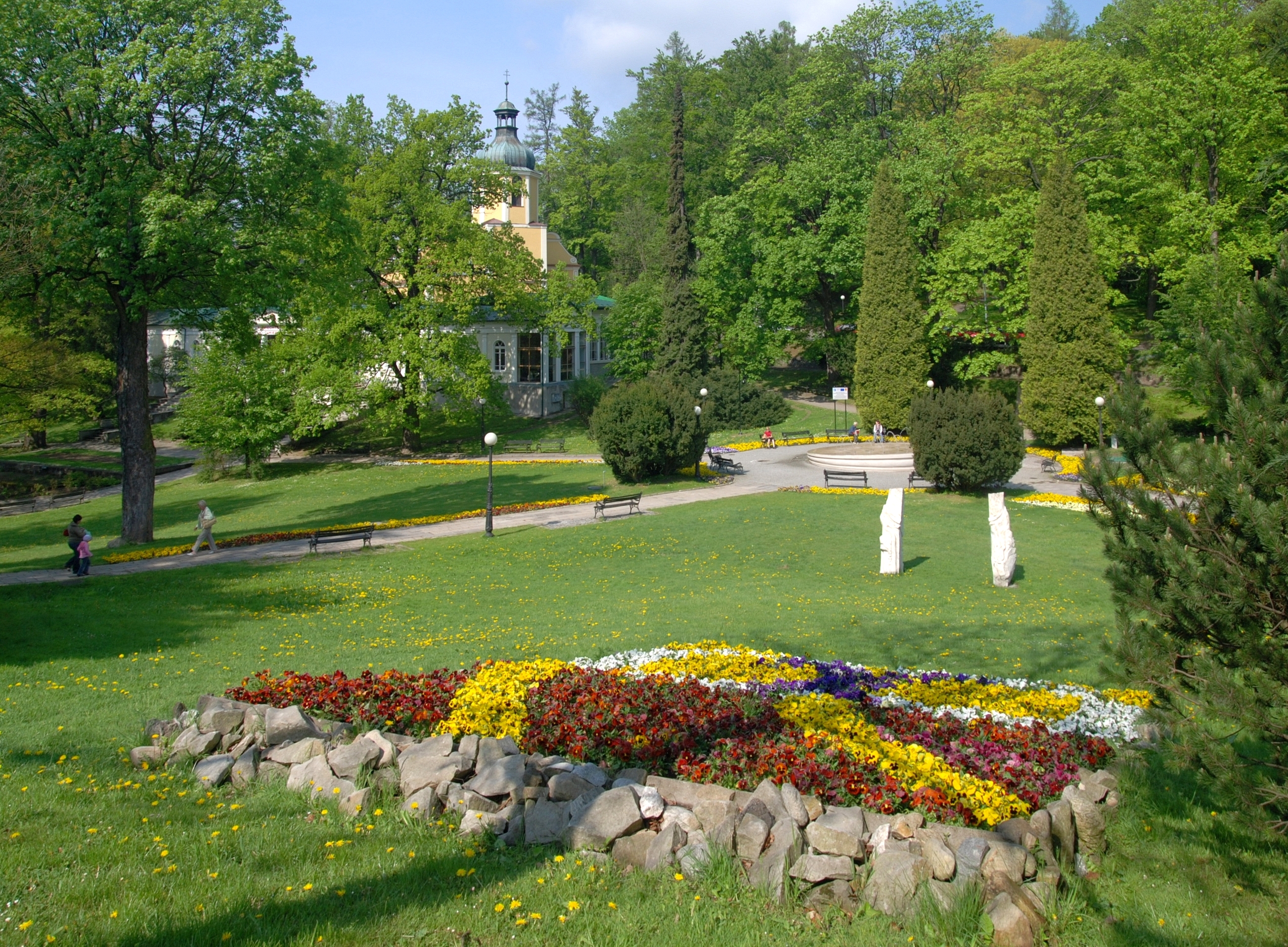
Widok ogólny z parku zdrojowego